# Paul Batiste
Paul A. Batiste (* 1950 oder 1951 in New Orleans; † 25. April 2025) war ein US-amerikanischer Soul-, Funk- und Jazzmusiker (Gitarre, Flöte, Komposition), der in seiner Geburtsstadt als kulturelle Leitfigur gilt und jemand, der Generationen von Musikern prägte und das reiche Erbe der dortigen Musik bewahrte.

## Leben und Wirken
Paul Batiste stammte aus der Musikerfamilie Batiste, zu der auch Harold, Milton und Lionel Batiste gehörten. Seine Eltern John Jeffery „Jeffey“ Jean-Batiste und Estelle Batiste förderten schon früh die musikalische Begabung ihrer Söhne. Ein Neffe ist der Musiker Jon Batiste.
Paul Batiste wurde nach Ableistung seines Militärdienstes in den 1970er-Jahren an der Southern University in New Orleans zum staatlich geprüften Lehrer ausgebildet und unterrichtete seit 1978 an einer Reihe von Schulen der Stadt. Er führte die Batiste Brothers Band nach ihren ersten Aufnahmen und Tourneen in den 1970er Jahren zum Erfolg; deren Mitglieder waren neben Paul (Gitarre, Flöte, Songwriting) der Sänger und Bassist Michael, die Keyboarder Peter und David sowie der Schlagzeuger Russell Batiste. Die Batiste Brothers Band nahm Ende der 1970er und Anfang der 1980er Jahre mehrere Singles auf, darunter „Starlite“, „Hooked on You“ und „Dancin’ Shoes“. Die Gruppe nahm mit Allen Toussaint und Isaac Hayes auf und tourte zeitweise als Vorgruppe für Wilson Pickett, Al Green, The Temptations, The O’Jays und andere.
Meist zusammen mit seiner Familie gastierte Batiste regelmäßig auf dem New Orleans Jazz & Heritage Festival und entwickelte sich zu einer festen Größe in der Musikszene von New Orleans. 1977 war er an Doug Carns Album Al Rahman: Cry of the Floridian Tropic Son, 1984 an Kidd's Stuff von Kidd Jordan & The Elektrik Band beteiligt. Des Weiteren wirkte er als Sessionmusiker an Aufnahmen des Sängers Jon Cleary (Alligator Lips and Dirty Rice, 1989) mit.
2011 erschien Batistes Autobiografie „(Gon’ be dat) New Orleans Music: Memoirs of Paul A. Batiste“. Nach dem Hurrikan Katrina gründete er das gemeinnützige Paul A. Batiste Conservatory of the Arts sowie die Batiste Cultural Academy an der Xavier University of Louisiana in New Orleans. Im Alter von 74 Jahren starb er 2025 an den Folgen einer Krebserkrankung.